# Buchara (provincie)
Buchara (Oezbeeks: Buxoro viloyati) is een provincie (viloyat) van Oezbekistan.
Buchara telt naar schatting 1.820.000 inwoners op een oppervlakte van 39.400 km².

## Demografie
Buchara telt ongeveer 1.820.000 inwoners (2017).
In 2017 werden er in totaal 38.300 kinderen geboren. Het geboortecijfer bedraagt 20,9‰. Er stierven in dezelfde periode 8.000 mensen. Het sterftecijfer bedraagt 4,4‰. De natuurlijke bevolkingstoename is +30.300 personen, ofwel +16,5‰. 
De gemiddelde leeftijd is 29,5 jaar (2017). De gemiddelde leeftijd is hoger dan de rest van Oezbekistan.
Andizan · Buchara · Fergana · Jizzax · Namangan · Navoiy · Qashqadaryo · Samarkand · Sirdarjo · Surxondaryo · Tasjkent · Xorazm

Stad: Tasjkent

Autonome republiek: Karakalpakstan